# 900년대
900년대는 900년부터 909년까지를 가리킨다.